# Астанинська ТЕЦ-1
51°12′9″ пн. ш. 71°25′53″ сх. д. / 51.20250° пн. ш. 71.43139° сх. д.
Астанинська ТЕЦ-1 — теплова електростанція в столиці Казахстану. Виникла як теплоелектроцентраль вагоноремонтного заводу, потім мала назви Цілиноградська ТЕЦ-1 та Акмолинська ТЕЦ-1.
В 1961, 1962, 1963 та 1967 роках на майданчику ТЕЦ стали до ладу чотири парові котли продуктивністю по 50 тонн на годину — перші три виробництва Барнаульського котельного заводу типу БКЗ-50-39Ф і останній від Білгородського котельного заводу типу К-50-40. Від них, зокрема, живились чотири парові турбіни Калузького турбінного заводу — дві типу ТР-4-35/1,2/0,5 потужністю по 4 МВт (введені в дію у 1961 та 1962 роках), одна типу Р-6-35/10 потужністю 6 МВт (додана в 1974) та одна типу Р-12-35/5 потужністю 12 МВт (запущена на два роки раніше, аніж попередня — у 1972-му, проте отримала станційний номер 4). Турбіни доповнювали один генератор Т2-6-2 від заводу Електросила, а також два генератори Т2-6-2 та один генератор Т2-12-2 від Лисьвенського турбогенераторного заводу.
Головною функцією станції було не виробництво електроенергії, а теплопостачання. Як наслідок, у 1966, 1967, 1969, 1971, 1973 та 1977 роках змонтували шість водогрійних котлів типу ПТВМ-100, зданих видавати по 100 Гкал/год (станційні номери 1В, 2В, 3В, 4В, 5В та 6В). Виробником трьох перших із них був Бійський котельній завод, четвертий надійшов від Дорогобузького котельного заводу, а два останні постачив Білгородський котельний завод.
Не пізніше 2000 року турбіна № 1 була виведена з експлуатації. Водночас в 1999-му та 2000-му два перші котлоагрегати замінили більш потужними Е-65-3,9-440 продуктивністю по 65 тонн пари на годину від заводу «Сибенергомаш» (колишній Барнаульський котельний завод). Ще один такий же котел став до ладу замість третього котлоагрегата в 2011 році, а у 2018-му провели модернізацію котлоагрегата № 1 до рівня Е-75-3,9-440 з продуктивністю 75 тон пари на годину.
Паровий котел № 4 та водогрійні котли 1В, 2В, 3В в якийсь момент вивели з експлуатації, натомість в 2006, 2014, 2015 та 2018 роках запустили водогрійні котли від того ж «Сибенергомаш» типу КВТ-128-150, які здатні видавати 110 Гкал/год. Нові котли отримали станційні номери з 4 по 7, тоді як старі мазутні 4 В, 5В та 6В тепер рахуються як котлоагрегати 8 — 10. Номінальна теплова потужність станції станом 2021 рік рахується як 872 Гкал/год, тоді як фактична складає 744 Гкал/год.
Як паливо ТЕЦ споживала вугілля, а старі водогрійні котли — мазут. На початку 2020-х у зв'язку із надходженням до столиці блакитного палива по трубопроводу «Сариарка» електростанція отримала змогу використовувати природний газ, зокрема, на нього перевели нові водогрійні котли.
Станом на початок 2020-х використовують 3 димарі — один висотою 100 метрів та два висотою по 120 метрів.
Видача електроенергії відбувається по ЛЕП, що працює під напругою 110 кВ.